# تیموتی مورتون
تیموتی مورتون (انگلیسی: Timothy Morton؛ زادهٔ ۱۹ ژوئن ۱۹۶۸) فیلسوف، استاد دانشگاه، و متخصص ادبیات اهل ایالات متحده آمریکا است.